# University of Engineering and Technology, Lahore

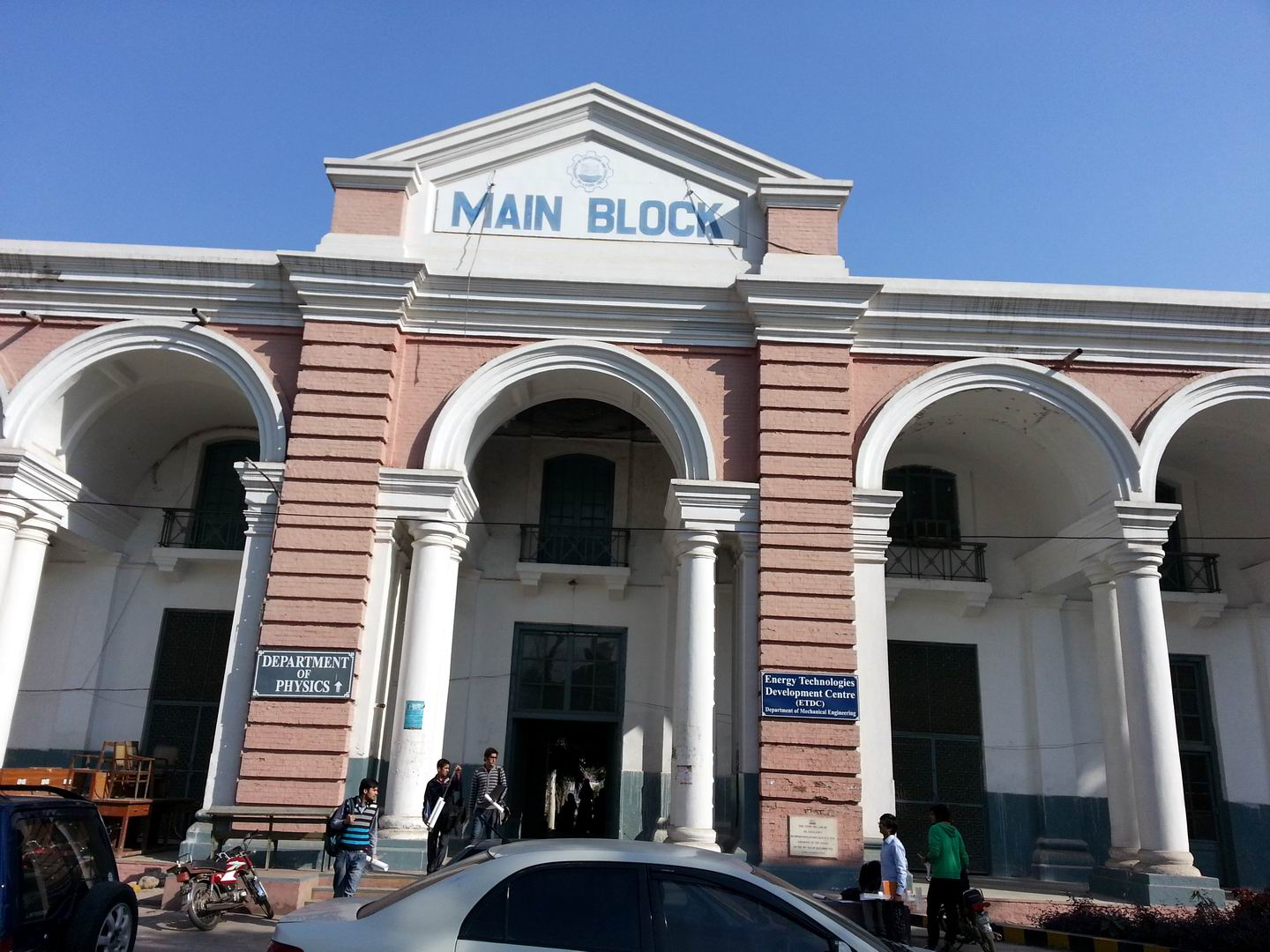
University of Engineering and Technology, Lahore

University of Engineering and Technology, Lahore är den äldsta tekniska högskolan i Pakistan. Det ligger i Lahore, Punjab.